# European Small Nations Tournament
Das European Small Nations Tournament ist ein seit 2009 regelmäßig ausgetragenes Mannschaftsturnier im Schach. Der Teilnehmerkreis entspricht weitgehend dem der Spiele der kleinen Staaten von Europa. Von 1993 bis 1997 gab es in Monte Carlo ein vergleichbares Länderturnier.

## Austragung und Ausrichter
Das Turnier findet in zweijährigem Zyklus in einem der beteiligten Länder statt. Es wird als Mannschaftsturnier an vier Brettern ausgetragen. Jede Mannschaft spielt im Turnierverlauf gegen jede andere. Seit 2013 wird als primäres Wertungskriterium die Zahl der Mannschaftspunkte (Zwei-Punkte-Regel) verwendet, zuvor die Anzahl der Brettpunkte.
Ausrichter sind die Fachverbände der beteiligten Länder. Die Europäische Schachunion unterstützt die Austragung. Als Vorläufer der Veranstaltung gilt ein von 1993 bis 1997 auf Initiative des Schachverbandes von Monaco in Monte Carlo ausgetragenes und von dem Schach-Mäzen Joop van Oosterom finanziertes Turnier. 2009 belebte der Schachverband von San Marino die Turnierserie neu.

## Teilnehmende Mannschaften
Das Turnier hat seit 2009 einen festen Teilnehmerkreis von zehn Mannschaften aus den folgenden Schachverbänden:
- Andorra
- Färöer
- Guernsey
- Jersey
- Liechtenstein
- Luxemburg
- Malta
- Monaco
- San Marino
- Zypern

Am Vorgängerturnier nahmen neben europäischen auch Mannschaften von Aruba, den Seychellen und den Niederländischen Antillen teil.
Beim Turnier 2021 fehlte die Mannschaft von San Marino, dafür startete eine internationale Frauenauswahl mit Spielerinnen aus Malta, Zypern und Monaco.

## Austragungen und Ergebnisse

### 1993 bis 1997
|   | Jahr | Gastgeber   | Platz 1       | Platz 2 | Platz 3                  |
| - | ---- | ----------- | ------------- | ------- | ------------------------ |
| 1 | 1993 | Monte Carlo | San Marino    | Andorra | Niederländische Antillen |
| 2 | 1995 | Monte Carlo | Liechtenstein | Andorra | Niederländische Antillen |
| 3 | 1997 | Monte Carlo | Andorra       | Monaco  | Niederländische Antillen |

### Seit 2009
|   | Jahr | Gastgeber        | Platz 1   | Platz 2 | Platz 3   |
| - | ---- | ---------------- | --------- | ------- | --------- |
| 1 | 2009 | Andorra la Vella | Färöer    | Andorra | Luxemburg |
| 2 | 2011 | Klaksvík         | Luxemburg | Färöer  | Monaco    |
| 3 | 2013 | Monte Carlo      | Färöer    | Andorra | Monaco    |
| 4 | 2015 | Saint Peter Port | Luxemburg | Monaco  | Färöer    |
| 5 | 2017 | Andorra la Vella | Färöer    | Monaco  | Andorra   |
| 6 | 2019 | San Marino       | Andorra   | Monaco  | Färöer    |
| 7 | 2021 | Sliema           | Färöer    | Andorra | Monaco    |
| 8 | 2023 | Saint Helier     | Andorra   | Färöer  | Luxemburg |
| 8 | 2025 | Larnaka          |           |         |           |

## Sportliche Wertigkeit
Die beteiligten Länder entsenden in der Regel ihre besten Spieler im Sinne einer Nationalmannschaft. Da sie im internationalen Schach keine Spitzenposition einnehmen, tritt das Spielniveau etwa gegenüber dem Mitropapokal zurück. Es ist jedoch in der Regel die Beteiligung einiger Großmeister und zahlreicher Internationaler Meister zu verzeichnen.